# Ciutat Arts i Ciències-Justícia (metropolitana di Valencia)
Ciutat Arts i Ciències-Justícia (in spagnolo Ciudades Artes y Ciencias-Justicia) è una stazione della linea 10 di Metrovalencia, inaugurata il 17 maggio 2022.

## Accessibilità
La stazione ha libero accesso in quanto si trova in superficie. È ubicata in Carrer d'Antonio Ferrandis, di fronte al centro commerciale El Saler, nel quartiere Ciudad de las Artes y las Ciencias del distretto di Quatre Carreres di Valencia.
Dispone di accessibilità per persone con disabilità fisiche, visive e uditive con rampe, un comodo accesso dalla strada alla pensilina e un citofono per contattare il centralino di Metrovalencia, con cui è possibile ricevere assistenza dal personale dell'azienda.

## Interscambi
EMT:
- Linea 99